# Прапор Рожнятова
Грапоб Рожнятова — символ селища Рожнятів. Затверджений 19 червня 2003 року рішенням сесії селищної ради. 
Автор проєкту — А. Гречило

## Опис
Квадратне жовте полотнище, на якому з нижнього краю виходить червоний замок із вежею, а з верхнього краю йде відділена ламано W-подібно синя горизонтальна смуга.

## Історія
Замок з вежею символічно вказує на давній Рожнятівський замок, який у перебудованому вигляді зберігся до нашого часу. Жовте поле характеризує аграрний профіль містечка. Ламана лінія поділу свідчить про розташування Рожнятова у Прикарпатті. Синій колір означає ріки, що протікають через селище, та багаті природні ресурси.